# Iskaz (muzička grupa)
Iskaz je krosover bend iz Pančeva, nastao 2006. godine, koji iza sebe ima 15 godina iskustva u vidu 4 izdata albuma, nastupa po klubovima i relevantnim festivalima širom Balkana i Evrope.
Kao etablirani bend, svoje stavove plasira pre svega putem svojih studijskih albuma: Natio (2006), Teorija haosa (2008), Eros (2011) i Tanatos (2014), koji tematski čine celinu Kritična masa.
Muzika je energična, pozitivna sa puno emocija. Fuzija je najpre hip hopa, hard roka, metala, regea i sličnih muzičkih pravaca. Tekstovi su socijalno i psihološki angažovani kroz koje se provlači bunt, poziv na buđenje, stavovi čoveka kao jedinke. Njihovi singlovi su se u više navrata nalazili na prvom mestu značajnih top listi u zemlji i regionu.
Preko koncerata i direktne komunikacije sa ljudima, koji se mogu povezati sa njihovom muzikom i radom, Iskaz najbolje širi svoju priču. Upravo ta komunikacija i energija koju poseduje čine ovaj bend karakterističnim.
Ostvarivali su saradnju, putem zajedničkih pesama i nastupa, sa izvođačima sličnih ideja kao što su Marčelo, Goblini, Elemental, Guano Apes, Hed PE, Dog Eat Dog, Sunshine, Ničim izazvan, Eyesburn, Skaj Vikler, Struka, Bad Copy, Bvana, Mikri, Kandžija, Ajs Nigrutin, Ritam Nereda i drugi.
Pomenuta saradnja i slični stavovi su u nekim slučajevima prelazili na viši nivo, gde je nastao spoj "Marčelo & Iskaz" kao posebna supergrupa koja je funkcionisala u periodu od 2010. do 2015. godine, a Zoran-Kiza-Iskaz je vokal i u bendu Sunshine sa kojima nastupa od 2007. godine, gde takođe aktivno učestvuje u kreiranju muzike i tekstova.

## Diskografija

### Albumi
- Natio (2006)
- Teorija Haosa (2008)
- Eros (2011)
- Tanatos (2014)

## Festivali
- Exit
- Arsenal Fest
- Lake Fest
- ŠLF
- Mostar Summer Fest
- Trenchtown Festival
- Student Day Festival
- Pannonian Challenge Fest

## Spoljašnje veze
- Iskaz | Zvanična web prezentacija
- Iskaz | Zvanična Facebook stranica
- Iskaz | Zvanična Instagram stranica